# Kabinett Goppel II
Das Kabinett Goppel II bildete vom 5. Dezember 1966 bis zum 8. Dezember 1970 die Staatsregierung des Freistaates Bayern.
| Amt                                    | Name                                                               | Partei  | Staatssekretäre      |
| -------------------------------------- | ------------------------------------------------------------------ | ------- | -------------------- |
| Ministerpräsident                      | Alfons Goppel                                                      | CSU     | ?                    |
| Stellvertreter des Ministerpräsidenten | Alois Hundhammer bis 10. März 1969 Otto Schedl ab 11. März 1969    | CSU CSU | –                    |
| Inneres                                | Bruno Merk                                                         | CSU     | Hugo Fink            |
| Justiz                                 | Philipp Held                                                       | CSU     | Josef Bauer          |
| Finanzen                               | Konrad Pöhner                                                      | CSU     | Anton Jaumann        |
| Unterricht und Kultus                  | Ludwig Huber                                                       | CSU     | Erwin Lauerbach      |
| Wirtschaft und Verkehr                 | Otto Schedl                                                        | CSU     | Franz Sackmann       |
| Landwirtschaft und Forsten             | Alois Hundhammer bis 10. März 1969 Hans Eisenmann ab 11. März 1969 | CSU CSU | Lorenz Vilgertshofer |
| Arbeit und Soziale Fürsorge            | Fritz Pirkl                                                        | CSU     | Karl Hillermeier     |
| Bundesangelegenheiten                  | Franz Heubl                                                        | CSU     | –                    |